# PostNL
PostNL est une entreprise néerlandaise spécialisée dans les postes. Ses activités sont multinationales (Pays-Bas, Belgique, Luxembourg, Allemagne, Italie et Royaume-Uni).

## Histoire
La PostNL faisait partie entre 2006 à 2011 du groupe TNT Post. Elle a été formée en 2011 à la suite d'une scission du groupe.
En février 2019, PostNL lance une offre d'acquisition sur Sandd pour 130 millions d'euros. En septembre 2019, cette dernière est cependant rejetée par les autorités de la concurrence néerlandaise, l'opération ayant créé un quasi-monopole dans le secteur et une forte augmentation des prix. Avant que le même mois, le gouvernement néerlandais approuve l'offre d'acquisition.
|                  | 1881                     | 1915                     | 1918                       | 1928                       | 1977                                           | 1986                           | 1989                           | 1998                           | 2002                           | 2006                           | 2009        | 2011       | Aujourd'hui |
| ---------------- | ------------------------ | ------------------------ | -------------------------- | -------------------------- | ---------------------------------------------- | ------------------------------ | ------------------------------ | ------------------------------ | ------------------------------ | ------------------------------ | ----------- | ---------- | ----------- |
| Télécom          |                          | APT                      | APT                        | PTT                        | PTT                                            | PTT                            | PTT Telecom                    | KPN                            | KPN                            | KPN                            | KPN         | KPN        | KPN         |
| Colis postaux    | PTT Post                 | PTT Post                 | APT                        | PTT                        | PTT                                            | PTT                            | TPG Post                       | TNT Post                       | TNT Post                       | TNT Express                    | TNT Express |            |             |
| Poste            | PTT Post                 | PTT Post                 | APT                        | PTT                        | PTT                                            | PTT                            | TPG Post                       | TNT Post                       | TNT Post                       | PostNL                         | PostNL      | PostNL     |             |
| Caisse d'épargne | Caisse d'épargne postale | Caisse d'épargne postale | Caisse d'épargne postale   | Caisse d'épargne postale   | Office des chèques postaux et caisse d'épargne | Banque postale (Postbank N.V.) | Banque postale (Postbank N.V.) | Banque postale (Postbank N.V.) | Banque postale (Postbank N.V.) | Banque postale (Postbank N.V.) | Banque ING  | Banque ING | Banque ING  |
| Banque           |                          |                          | Office des chèques postaux | Office des chèques postaux | Office des chèques postaux et caisse d'épargne | Banque postale (Postbank N.V.) | Banque postale (Postbank N.V.) | Banque postale (Postbank N.V.) | Banque postale (Postbank N.V.) | Banque postale (Postbank N.V.) | Banque ING  | Banque ING | Banque ING  |

## Actionnaires
Liste des principaux actionnaires au 31 octobre 2021 :
| Nom                               | %     |
| Vesa Equity Investment            | 15,0% |
| John Hendrikus H. de Mol          | 5,17% |
| Schroder Investment Management    | 3,06% |
| Baillie Gifford                   | 2,65% |
| The Vanguard Group                | 2,53% |
| Norges Bank Investment Management | 2,52% |
| Goldman Sachs Asset Management    | 2,34% |
| Pictet Asset Management           | 1,47% |
| Dimensional Fund Advisors         | 1,39% |
| Eaton Vance (en) Management       | 1,27% |